# Kike Elomaa

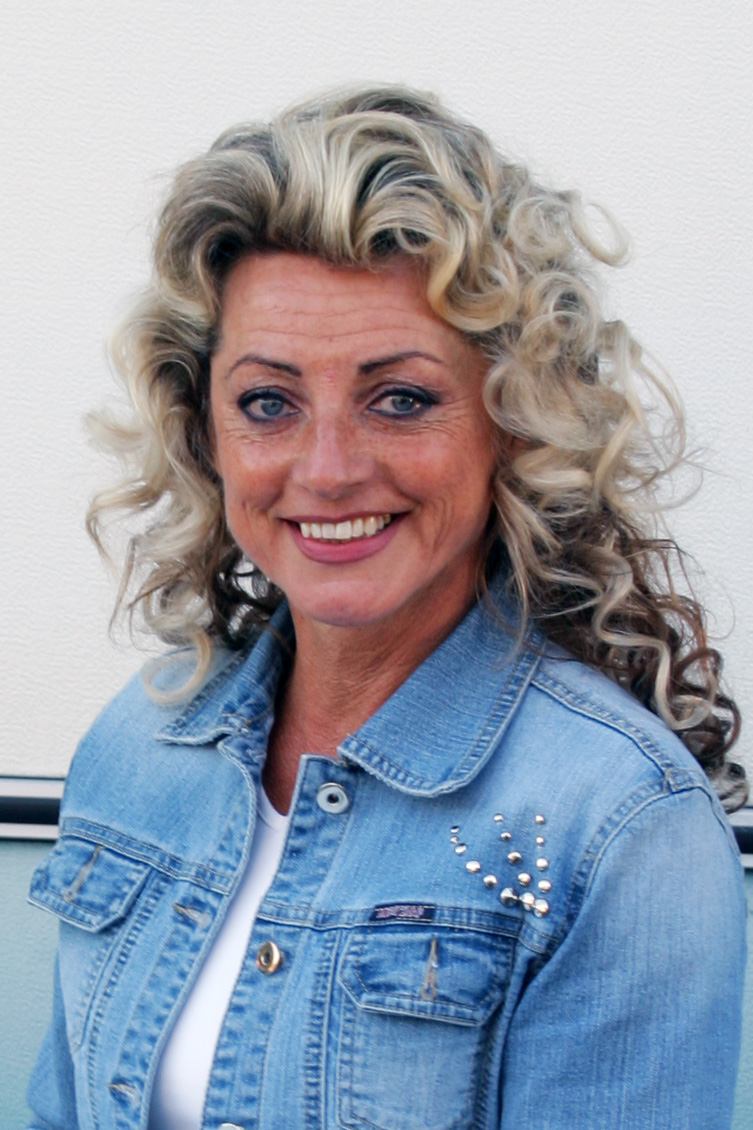
Kike Elomaa.

Kike Elomaa, född 25 juli 1955, är en finländsk politiker, artist och tidigare kroppsbyggare.
1981 vann Elomaa Ms. Olympia och var till år 2000 den enda icke amerikanskan som vunnit tävlingen.
2011 blev Elomaa invald i Finlands riksdag för Sannfinländarna. Sommaren 2017 bytte Elomaa riksdagsgrupp till Nytt alternativ. Hon ångrade sig kort därefter och bytte tillbaka till Sannfinländarna. Elomaa meddelade att hon aldrig hann lämna partiet i samband med avhoppet, enbart riksdagsgruppen. De flesta av avhopparna bildade ett nytt parti, Blå framtid, som kammade noll i riksdagsvalet 2019. Elomaa däremot tryggade sitt mandat i riksdagen. Tillika Arja Juvonen, som också lämnade sannfinländska riksdagsgruppen för en kort tid sommaren 2017, men utan att ansluta sig till en annan grupp, säkrade omval som sannfinländare.

## Utmärkelser
- Krigsinvalidernas förtjänstkors,  27 april 2016[4]
- Riddartecknet av I klass av Finlands Lejons orden,  6 december 2019[5]
- Finlands idrottskulturs förtjänstkors,  26 februari 2022[6]

[Redigera Wikidata]